# TV o no TV
TV o no TV es un programa de televisión chileno, conducido por Sergio Lagos y transmitido por Canal 13, hecho en conmemoración de los 50 años de la televisión chilena y en el marco del programa de conmemoración del bicentenario de la independencia chilena.
Este programa muestra la historia de la televisión en Chile, sus inicios, sus grandes caídas y por ejemplo, como se enfrentó la dictadura militar, a través de los medios.

## Primera temporada

### 1957 a 1973
1957-1973: Analiza la creación de Canal 8, Canal 9 y Canal 2, las transmisiones del Mundial de fútbol de 1962 en Chile, cómo en 1969 se transmitió la llegada del hombre a la Luna, la creación de Televisión Nacional de Chile, los primeros programas de música en TV y los intentos (1972) de Canal 13 por extender sus transmisiones.

### 1973 a 1978
1973-1978: Analiza lo que ocurrió en los medios el 11 de septiembre de 1973, cómo afrontó Chile la llegada del color a sus pantallas, el comienzo de la televisión competitiva, el nacimiento de rostros como Antonio Vodanovic y la realización de un gran evento: la primera Teletón.

### 1978 a 1982
1978-1982: Comienza la denominada "Época de Oro" de la televisión. La llegada de estrellas como Julio Iglesias, el misterio que impacta a Chile en La madrastra y el boom de artistas extranjeros invitados a programas nacionales.

### 1982 a 1987
1982-1987: La crisis económica afecta también a la televisión, el Mundial de fútbol de 1982, las inundaciones, el éxito de la telenovela Ángel malo, las primeras protestas nacionales de 1983, los primeros programas de videomúsica, el terremoto de 1985 y la campaña Chile ayuda a Chile, la serie Mundo de Hernán Olguín y la visita de Juan Pablo II a Chile.

### 1987 a 1990
1987-1990: Cecilia Bolocco es coronada Miss Universo, el programa Martes 13 se consolida, el debut de Éxito, el ocaso del Festival de la Una, la "Guerra del Sábado" entre Sábados gigantes y Porque hoy es sábado y los inicios de programas infantiles como El mundo del profesor Rossa, Cachureos y Pipiripao. Además, cómo se transmite el Plebiscito de 1988, a través de la primera Franja Política Televisada, el programa De Cara al País con el famoso "Dedo de Ricardo Lagos", y la cobertura de los canales de ese trascendental día.

### 1990 a 1995
1990-1995: La televisión más liberada tras la vuelta a la democracia, la apertura de nuevos canales (Megavisión y La Red), el inicio del People meter, cómo Don Francisco comienza su carrera en Estados Unidos y el inicio del matinal Buenos días a todos. También se muestran el Piñeragate, la transmisión de la final de la Copa Libertadores 1991 y los inicios de programas como Venga conmigo, Extra jóvenes y Mea culpa, este último logró destronar al estelar más longevo de la televisión chilena: Martes 13. Además comienza la llamada "Guerra de las teleseries".

### 1995 a 1998
1995-1998: Nace Viva el lunes, el estelar ícono de la conversación en los '90, la apertura del Canal 2 Rock & Pop, cómo TVN y Canal 13 se pelean por el índice de audiencia de las teleseries, cómo Iván Zamorano se gana el cariño de la gente y el despliegue por cubrir el Mundial de fútbol de 1998. También se muestran los inicios de programas tanto en Canal 13 (Video loco, El tiempo es oro, Si se la puede, gana y Maravillozoo) como en TVN (De pe a pa y Pase lo que pase), el funeral de Diana de Gales, la entrevista a Manuel Contreras tras su condena por el asesinato de Orlando Letelier y los intentos de Felipe Camiroaga por tener éxito al conducir programas.

### 1998 a 2002
1998-2002: La denominada "Guerra del Domingo" entre Venga conmigo y Domingo 7, el inicio de un matinal conducido por Paulina Nin de Cardona, la detención de Augusto Pinochet en Londres, cómo Marcelo Ríos llega a convertirse en el N.º 1 del Mundo y cómo el Atentado de las Torres Gemelas conmociona a todo un país en vivo y en directo. Además, el término del Canal 2 Rock & Pop, el fenómeno de Betty la fea en Chile, los inicios de Vivi Kreutzberger como animadora, los reportajes y celebraciones de fin de milenio y los primeros programas médicos como Diagnóstico, Vida 2000 y Cirugía de Cuerpo y Alma. Se muestra también el fin de Viva el lunes, justo un día antes de la muerte de su director, Gonzalo Bertrán.

### 2002 a 2006
2002-2006: Se habla de la irrupción de los Reality show con Protagonistas de la fama, la irrupción de la farándula en la televisión, el esfuerzo del programa de reportajes Contacto por investigar los casos de famosos pedófilos chilenos, la irrupción de la teleserie Machos y la recuperación de los espacios infantiles en la pantalla chica. Se muestran también la cancelación de la boda entre Iván Zamorano y María Eugenia Larraín, la detención de Paul Schäfer en Argentina, los inicios de programas como Vértigo y Gigantes con Vivi y los últimos años de Antonio Vodanovic como animador del Festival de Viña del Mar.

### 2006 a 2008
2006-2008: Trata sobre la consolidación de los programas juveniles Mekano y Rojo, el destape en la televisión local, la llegada de las telenovelas nocturnas y sus audaces temáticas, el periodismo televisivo se interpone en los quehaceres de Carabineros y delincuentes, la consolidación de los Reality show, los programas de baile irrumpen en los estudios de los principales canales chilenos, los programas de televisión que elogian al Bicentenario, y finalmente se cuenta lo que será el futuro de la televisión chilena.

### Los 50 años del Festival de Viña del Mar
Trata sobre la historia del Festival Internacional de la Canción de Viña del Mar y sus hitos más importantes.

## Segunda temporada
Nota: en esta temporada no se usaron imágenes de TVN

### La Revolución de las Mujeres
Se toca a fondo el tema de la avanzada social que tuvieron las mujeres en Chile.

### Fútbol, el deporte rey
Se menciona la historia de los logros y fracasos futbolísticos de Chile.

### Del Flauta a Faúndez
Trata sobre la superación social en Chile.

## Entrevistados
El programa cuenta con numerosos entrevistados como:
| - Mario Kreutzberger - Pedro Carcuro - Antonio Vodanovic - Cecilia Bolocco - Raquel Argandoña - Felipe Camiroaga - Jorge Hevia - Paulina Nin de Cardona - José Alfredo Fuentes - Rafael Araneda - Javier Miranda - Bernardo de la Maza - Fernando Paulsen - Eli de Caso - Leo Caprile - Katherine Salosny - Enrique Maluenda - Juan Guillermo Vivado - Álvaro Salas - Vivi Kreutzberger - Luis Jara - Claudia Conserva - Marcelo Comparini - Patricio Bañados - Sergio Livingstone - Alberto Fouillioux - Soledad Bacarreza - Milton Millas - Mauricio Israel - Francisco Reyes - Héctor Noguera - Carolina Arregui | - Álvaro Rudolphy - Felipe Braun - Katty Kowaleczko - Tamara Acosta - Jael Unger - Jaime Vadell - Ana María Gazmuri - Raúl Hasbún - Iván Arenas - Valentín Trujillo - Juan Carlos Valdivia - Jaime de Aguirre - Amira Arratia Fernández - Arturo Nicoletti - José Orozco - Horacio Saavedra - Mauricio Correa - Guillermo Muñoz - Maricel Zúñiga - Marcial Pavez - Jorge Guerra - Antonio Skármeta - Gabriela Velasco - Jorge Pedreros - Fernando Alarcón - José Miguel Viñuela - Ángela Contreras - Nené Aguirre - Pablo Illanes - Alipio Vera - Bartolomé Dezerega | - Gazi Jalil - Jaime Celedón - Diana Sanz - Cecilia Serrano - Alejandro Guillier - Pablo Honorato - Antonio Quinteros - Consuelo Saavedra - Constanza Santa María - Soledad Onetto - Óscar Rodríguez Gingins - Antonio Freire - Pedro Vidal - Jorge Mödinger - Daniel Sagüés - Reinaldo Sepúlveda - Herval Abreu - Gloria Benavides - Fernando Kliche - Daniel Muñoz - Pedro Peirano - Daniel Alcaíno - Ítalo Passalacqua - María Eugenia Rencoret - Vasco Moulian - Amadeo Pascual - Leonardo Cáceres - José Martínez - María de la Luz Savagnac - Juan Agustín Vargas - José Manuel Calvelo | - Rodrigo García - Iván Valenzuela - Marcelo Hernández - Raquel Correa - Camilo Fernández - Eduardo Ravani - Elías Selman - Guillermo Blanco - Cristián San Miguel - Rodolfo Roth - Andrea Tessa - María Teresa Serrano - Pepe Guixé - Emilio Sutherland - Macarena Puigrredón - Alfredo Lamadrid - Jordi Castell - Jaime Coloma - Aldo Schiappacasse - Carlos Pinto - Claudio Narea - Mercedes Ducci - Rossana Bontempi - Carlos Zárate - Roberto Nicolini - Andrea Vial - Beatriz Rosselot - Jorge Navarrete Martínez - Cristián Mason - Álvaro Ballero - Michael Müller |

## Declaraciones
El programa ha recogido dramáticas declaraciones como cuando Don Francisco se refirió a la dictadura militar: "Pensé que iba a ser el fin de mi carrera", o el de Gabriela Velasco: "Se corrió el rumor que yo era más que amiga de Allende (...) estuve 48 horas en un subterráneo. Un oficial dijo: yo tengo métodos para hacerla hablar. Yo me paré con mi guatita y le dije: hágalo, pero no se olvide que usted es hijo de una mujer. Gracias a Jaime Guzmán yo estoy libre".